# Рододендрон Вазея

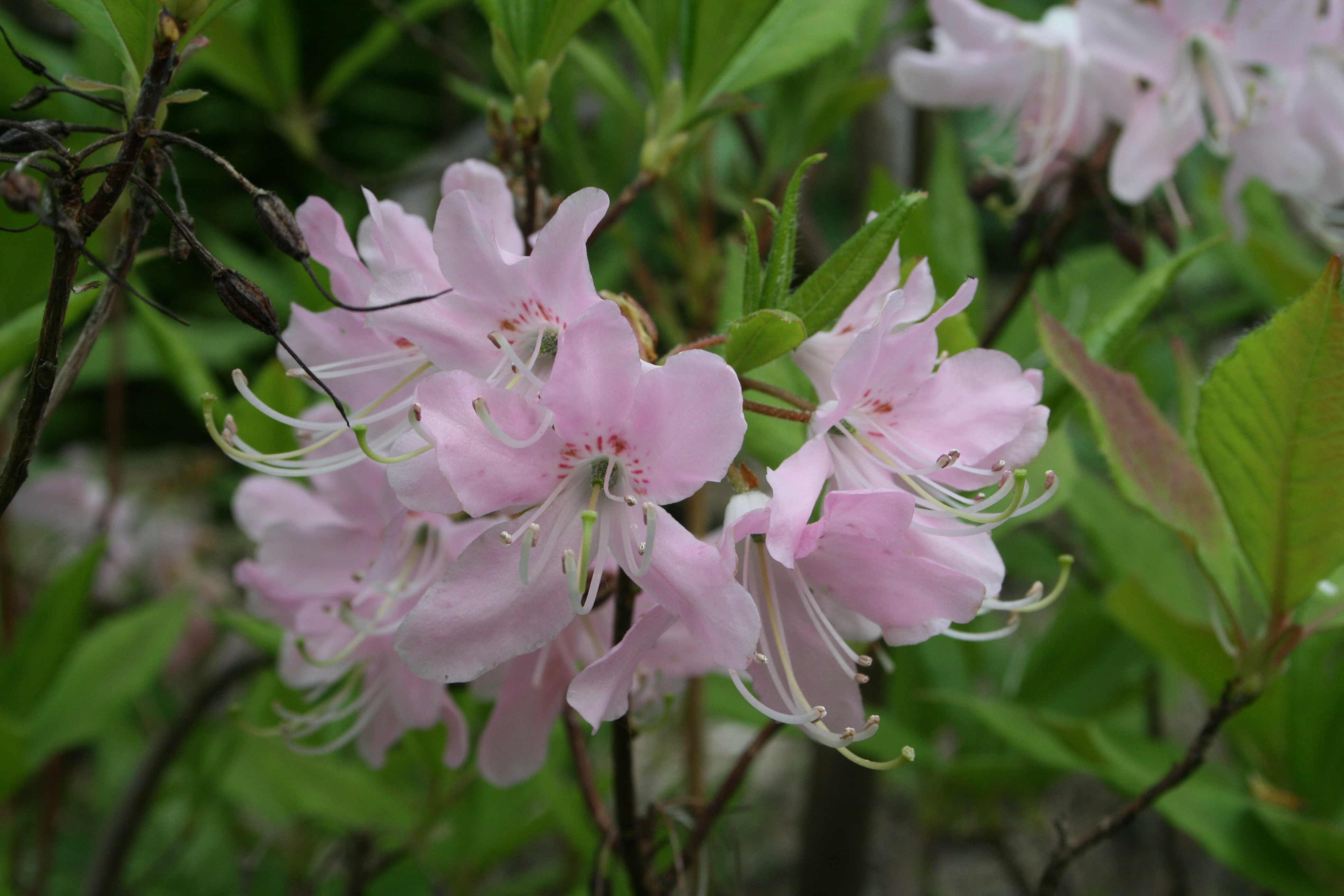

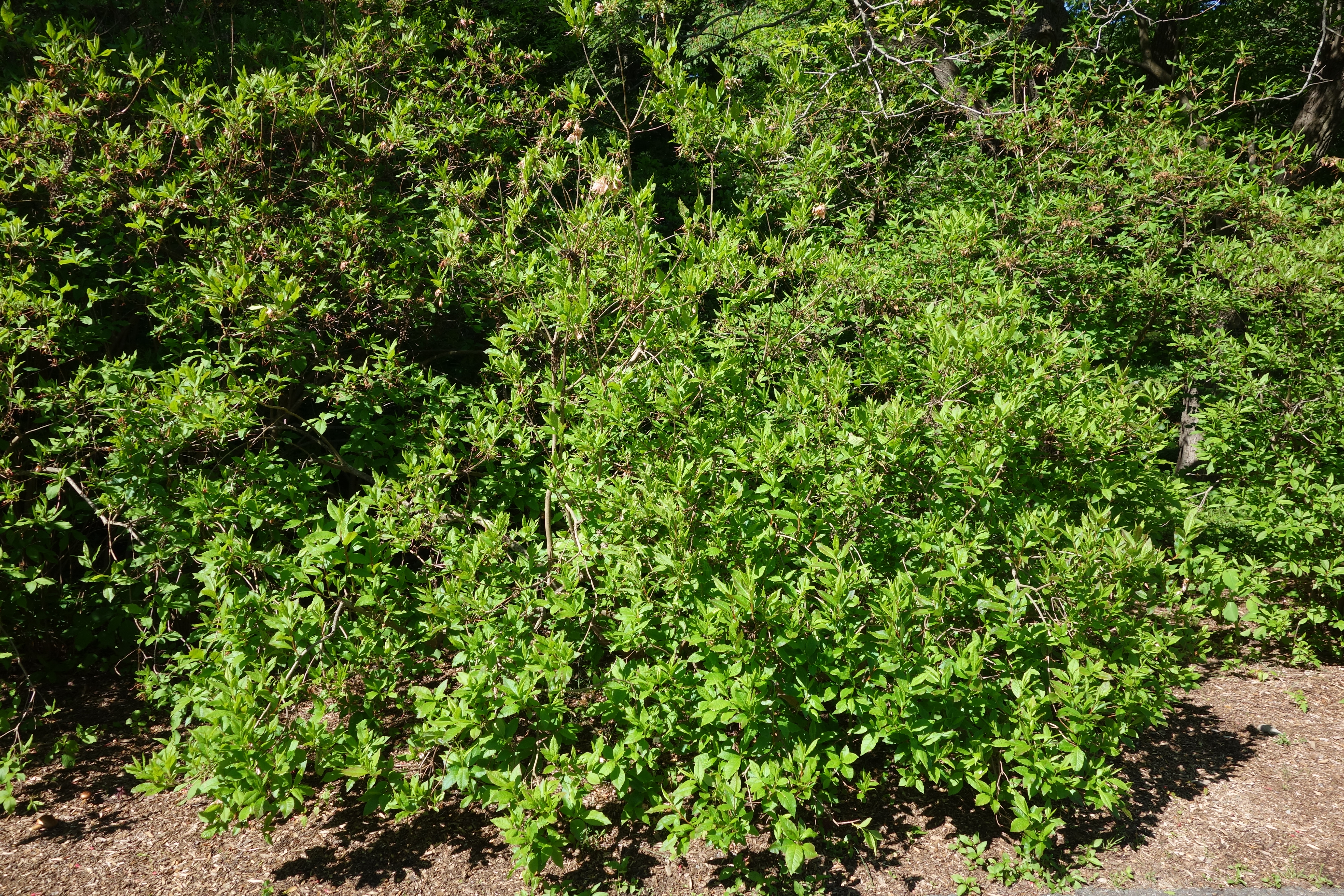

Рододе́ндрон Ва́зея (лат. Rhododēndron vasēyi) — растение, листопадный кустарник; вид рода Рододендрон. Используется в качестве декоративного садового растения, а также в селекционных программах для получения декоративных сортов рододендронов. Видовое латинское название дано в честь американского ботаника Джорджа Вэси и его сына G. R. Vasey, который обнаружил растение в 1878 году.

## Распространение
США (Северная Каролина). Горные болота, каменистые вершины, крутые склоны в лиственных и хвойных лесах; на высотах 900—1800 метров над уровнем моря.

## Описание
Листопадный кустарник, высота 2,5—5,5 м. Крона широкораскидистая. Кора гладкая с вертикальными бороздками. Молодые побеги слегка опушённые, красновато-коричневые, позже опушение исчезает, на второй год серовато-бурые.
Листья 2.3—17 × 0.8—5.5 см, эллиптические или продолговато-эллиптические, заострённые, с клиновидным основанием, по краю слегка волнистые, реснитчатые, сверху тёмно-зелёные, снизу светлее, с обеих сторон голые, осенью багряные. Черешки длиной 3—10 мм.
Соцветие несёт 5—15 цветков. Цветоножки 5—26 мм.
Цветки раскрываются до появления листьев, ароматные. Венчик длиной 3—5 см, слегка двугубый, от бледно- до тёмно-розового цвета, иногда белый, с оранжево-коричневыми или красными пятнами на верхних долях, широко колокольчатый. Чашечка маленькая. Тычинок (5) 7, длина неодинакова 12—38 мм, нити голые. Пыльники розоватые. Завязь железистая. Столбик голый, длиннее тычинок.
Кариотип: 2n = 26
Цветет весной. Декоративен во время цветения.
Плоды — коробочки.

## В культуре
В культуре с 1880 года. Один из наиболее высокодекоративных листопадных рододендронов.
В климатических условиях Латвии высота в возрасте 20 лет около 2,5 м. Годичный прирост 5—6 см. Живет более 30 лет. Светолюбив. Почвы предпочитает слабокислые, щебнистые, влажные. Вполне зимостоек в средней полосе России. Высаживают группами на газоне, на опушке светлохвойных лесов, вместе с поздноцветущими и вечнозелеными рододендронами.
В ГБС с 1964 г. Высота 0,7 м, диаметр кроны 60 см. Цветёт с 30 лет, ежегодно и всегда обильно, с 21.V ± 3 до 6.VI ± 3 в течение 17 дней. Плоды созревают в сентябре. Зимостойкость I (II). Укореняется около 27 % черенков при обработке стимуляторами корнеобразования.
Семена хранят в бумажных пакетах или плотно закупоренных стеклянных сосудах в сухом неотапливаемом помещении. При этом всхожесть сохраняется до 3 лет. Всхожесть 84—87 %. Семена не нуждаются в стратификации. Посев производят в декабре-феврале в тепличных условиях при 18 — 20 °С без заделки в почву.
В условиях умеренно-континентального климата и Нижегородской области зимостоек. В суровые зимы подмерзают концы побегов. Семена вызревают.
По данным American Rhododendron Society выдерживает зимние понижения температуры до −26 °C.